# Kaleb Erdmann
Kaleb Erdmann (* 1991 in Witten) ist ein deutscher Schriftsteller und Dramatiker.

## Leben
Erdmann, Sohn einer Romanistikdozentin und eines Pfarrers, wuchs im Ruhrgebiet sowie in Bayreuth, Erfurt und München auf. Als Fünftklässler des Gutenberg-Gymnasiums erlebte er am 26. April 2002 den Amoklauf von Erfurt.
Er studierte in München Politikwissenschaften und anschließend in Frankfurt am Main den Masterstudiengang Politische Theorie. Anschließend absolvierte er am Deutschen Literaturinstitut Leipzig den Studiengang Literarisches Schreiben. Seit seiner frühen Jugend tritt Kaleb Erdmann als Bühnenliterat und Spoken-Word-Poet in Erscheinung. Er war Mitglied mehrerer Lesebühnen, zuletzt in Marburg und Gießen und absolvierte hunderte Auftritte im gesamten deutschsprachigen Raum. Er veröffentlichte verschiedene Kurztexte, z. B. in der von Saša Stanišić zusammengestellten Textsammlung Herz & Rasen (Tropen), der Literaturzeitschrift Akzente, der Jahresanthologie des Literaturinstituts Tippgemeinschaft sowie verschiedenen Spoken-Word-Anthologien. Zwischen 2010 und 2017 betrieb er den Kurzgeschichtenblog Zeit des Zerfalls.
Ab 2020 war er Autor für verschiedene Fernseh- und Unterhaltungsformate, etwa für die Till Reiners Happy Hour (3Sat). 2022 entwickelte er als Headautor und leitender Redakteur die Pilotfolge des Talkformats Clinch – mit Jean-Philippe Kindler für den Westdeutschen Rundfunk. Für den Kinderkanal schrieb er Drehbücher für die Jugendsendung Tick Tack – Zeitreise mit Lisa und Lena. Im selben Jahr erhielt er für sein Romanprojekt wir sind pioniere das 360°-Stipendium der Stadt Düsseldorf. wir sind pioniere erschien im Frühjahr 2024 im Ullstein-Verlag und wurde im März desselben Jahres mit dem Debütpreis der lit.Cologne ausgezeichnet. In der FAZ schrieb Kathrin Witter über wir sind pioniere: „Das Typische darzustellen, ohne dass es langweilig wird, nur weil es typisch ist, gelingt Erdmann dank einem nahezu programmatischen Minimalismus; das Buch ist entsprechend schmal. Erdmann beweist, dass Lebendigkeit nicht ein Produkt von Fülle sein muss, sondern Reduktion ein hohes Maß an Anschaulichkeit hervorzubringen vermag.“ 2025 folgte der zweite Roman Die Ausweichschule.
Sein erstes abendfüllendes Theaterstück Always Carrey On feierte im Februar 2025 Premiere auf der Werkbühne des Berliner Ensembles.
Kaleb Erdmann lebt in Düsseldorf.

## Auszeichnungen
- 2020: Nominierung für den Retzhofer Dramapreis 2020/21 mit dem Stück Unten (2020)
- 2021: Open Mike (Finalist)[8]
- 2022: 360°-Stipendium der Stadt Düsseldorf für die Arbeit an dem Roman wir sind pioniere
- 2023: Preisträger des Spoken-Word-Wettbewerbs „Jüdisches Leben Heute“ der Initiative kulturelle Integration[9]
- 2024: Debütpreis der lit.Cologne für wir sind pioniere
- 2024: Arbeitsstipendium der Stadt Düsseldorf für den Roman Die Ausweichschule
- 2024: Longlist des Festival du Premier roman de Chambéry mit wir sind pioniere (2024)
- 2025: Residenzstipendium im Künstlerdorf Schöppingen
- 2025: Shortlist des Ulla-Hahn-Autorenpreises mit wir sind pioniere
- 2025: Longlist des Deutschen Buchpreises mit Die Ausweichschule

## Theaterstücke
- 2025: Always Carrey On. (UA: Berliner Ensemble; Regie: Malin Lamparter,;Verlag Felix Bloch Erben)

## Veröffentlichungen
- wir sind pioniere. park x Ullstein, 2024, ISBN 978-3-9881600-8-9.
- Die Ausweichschule. park x Ullstein, 2025, ISBN 978-3-9881602-2-5.

Beiträge u. a. in:
- Kaleb Erdmann, David Friedrich, Thomas Spitzer (Hrsg.): Bunt und kühl. ConBrio, 2013, ISBN 978-3-940768-40-7.
- Manuel Neukirchner (Hrsg.): Herz & Rasen: 11 Kurzgeschichten über Fußball. Tropen, 2019, ISBN 978-3-608-50438-5.
- Sebastian Adam, Lisa Allisat, Paula-Maria Blesken, Eva Burmeister, Jonathan Fei, Nina Heller, Arne Röver, Peter Sipos, Amy Wittenberg (Hrsg.): Tippgemeinschaft 2021: Jahresanthologie des Deutschen Literaturinstituts Leipzig. Connewitzer Verlagsbuchhandlung 2021, 2021.
- Haus der Poesie (Hrsg.): open mike – Wettbewerb für junge Literatur, Die 21 Finaltexte. Allitera, 2021, ISBN 978-3-96233-308-9.
- Der Mann, der sich weigert, die Badewanne zu verlassen: Minidramen. Kulturinitiative Kürbis Wies, 2022.